# Helmut Paździor
Helmut Paździor (ur. 24 listopada 1940 w Leśnicy) – polski polityk mniejszości niemieckiej, poseł na Sejm RP I, II, III i IV kadencji.

## Życiorys
Ukończył technikum budowlane. Od 1963 do 1999 pełnił kierownicze stanowiska w przedsiębiorstwach przemysłu wapiennego i cementowniach w Strzelcach Opolskich i Opolu.
Był posłem na Sejm RP w latach 1991–2005 (I, II, III i IV kadencji) z okręgów opolskich: nr 10, nr 30 i nr 21. W 2005 nie ubiegał się o reelekcję. Został członkiem rady nadzorczej opolskiego Wojewódzkiego Funduszu Ochrony Środowiska i Gospodarki Wodnej.
Należał do liderów Towarzystwa Społeczno-Kulturalnemu Niemców na Śląsku Opolskim i najbliższych współpracowników Henryka Krolla. Był założycielem oraz wiceprzewodniczącym Fundacji Rozwoju Śląska.

## Odznaczenia
- Krzyż Zasługi na Wstędze Orderu Zasługi Republiki Federalnej Niemiec[1]